# Елизаветово
Елизаве́тово (до 1948 года Кары́-Комзе́т, до 1930-х Кары́; укр. Єлизаветове, крымскотат. Qarı, Къары) — село в Сакском районе Республики Крым, входит в состав Добрушинского сельского поселения (согласно административно-территориальному делению Украины — Добрушинского сельсовета Автономной Республики Крым).

## Население
| 2001 | 2014 |
| ---- | ---- |
| 946  | ↘726 |

Всеукраинская перепись 2001 года показала следующее распределение по носителям языка
| Язык             | Процент |
| ---------------- | ------- |
| русский          | 70.82   |
| украинский       | 12.26   |
| крымскотатарский | 8.25    |
| другие           | 0.22    |

### Динамика численности
| - 1806 год — 120 чел. - 1864 год — 46 чел. - 1889 год — 95 чел. - 1892 год — 54 чел. - 1900 год — 117 чел. - 1915 год — 86 чел. | - 1926 год — 54 чел. - 1939 год — 235 чел. - 1989 год — 949 чел. - 2001 год — 946 чел. - 2009 год — 828 чел. - 2014 год — 726 чел. |

## Современное состояние
На 2016 год в Елизаветово 9 улиц; на 2009 год, по данным сельсовета, село занимало площадь 55,8 гектаров, на которой в 333 дворах числилось 828 жителей. Село связано автобусным сообщением с Евпаторией и соседними населёнными пунктами. В селе действуют средняя школа, сельский клуб, сельская библиотека, фельдшерско-акушерский пункт, церковь Крещения Господня. В Елизаветово находится Братская могила жертв фашистского террора 1941—1942 года, в которой похоронены расстрелянные фашистами 130 евреев и 6 граждан других национальностей.

## География
Елизаветово — село на северо-западе района, в степном Крыму, высота центра села над уровнем моря — 58 м. Соседние сёла: Наташино в 6,5 км на юго-запад, Шалаши и Солдатское — в 5 км на северо-восток. Расстояние до райцентра — около 51 километра (по шоссе), ближайшая железнодорожная станция Евпатория в 32 километрах. Транспортное сообщение осуществляется по региональной автодороге 35Н-022 Славянское — Евпатория (по украинской классификации С-0-11103).

## История
Первое документальное упоминание села встречается в Камеральном Описании Крыма… 1784 года, судя по которому, в последний период Крымского ханства Кары входил в Шейхелский кадылык Козловского каймаканства. После присоединения Крыма к России (8) 19 апреля 1783 года, (8) 19 февраля 1784 года, именным указом Екатерины II сенату, на территории бывшего Крымского Ханства была образована Таврическая область и деревня была приписана к Евпаторийскому уезду. После Павловских реформ, с 1796 по 1802 год, входила в Акмечетский уезд Новороссийской губернии. По новому административному делению, после создания 8 (20) октября 1802 года Таврической губернии, Кары был включён в состав Хоротокиятской волости Евпаторийского уезда.
По Ведомости о волостях и селениях, в Евпаторийском уезде с показанием числа дворов и душ… от 19 апреля 1806 года в деревне Кары числилось 20 дворов, 110 крымских татар и 10 ясыров. На военно-топографической карте генерал-майора Мухина 1817 года деревня Кары обозначена с 18 дворами. После реформы волостного деления 1829 года Каре, согласно «Ведомости о казённых волостях Таврической губернии 1829 года», отнесли к Аксакал-Меркитской волости (переименованной из Хоротокиятской). На карте 1836 года в деревне 29 дворов, как и на карте 1842 года.
В 1860-х годах, после земской реформы Александра II, деревню приписали к Чотайской волости. В «Списке населённых мест Таврической губернии по сведениям 1864 года», составленному по результатам VIII ревизии 1864 года, Кары — владельческая татарская деревня, с 7 дворами и 46 жителями при колодцах. По обследованиям профессора А. Н. Козловского 1867 года, вода в колодцах деревни была пресная, а их глубина достигала 30—40 саженей (64—85 м). На трёхверстовой карте Шуберта 1865—1876 года в деревне 6 дворов. В «Памятной книге Таврической губернии 1889 года», по результатам Х ревизии 1887 года, в деревне Кары числилось 16 дворов и 95 жителей. Согласно «…Памятной книжке Таврической губернии на 1892 год», в деревне Кары, входившей в Нурельдинский участок, было 54 жителя в 8 домохозяйствах.
Земская реформа 1890-х годов в Евпаторийском уезде прошла после 1892 года, в результате Кары приписали к Донузлавской волости.
По «…Памятной книжке Таврической губернии на 1900 год» в деревне числилось 117 жителей в 6 дворах. По Статистическому справочнику Таврической губернии. Ч.II-я. Статистический очерк, выпуск пятый Евпаторийский уезд, 1915 год, в экономии Кары (А. И. Сербинова) Донузлавской волости Евпаторийского уезда числилось 10 дворов с русскими жителями в количестве 79 человек приписного населения и 7 — «постороннего».

После установления в Крыму Советской власти, по постановлению Крымревкома от 8 января 1921 года № 206 «Об изменении административных границ» была упразднена волостная система и село вошло в состав Евпаторийского района Евпаторийского уезда, а в 1922 году уезды получили название округов. 11 октября 1923 года, согласно постановлению ВЦИК, в административное деление Крымской АССР были внесены изменения, в результате которых округа были отменены и произошло укрупнение районов — территорию округа включили в Евпаторийский район. Согласно Списку населённых пунктов Крымской АССР по Всесоюзной переписи 17 декабря 1926 года, в селе Кары, Отешского сельсовета Евпаторийского района, числилось 15 дворов, из них 13 крестьянских, население составляло 54 человека, из них 36 русских, 6 немцев, 3 украинца, 1 рек, 1 еврей, 7 записаны в графе «прочие». После создания 15 сентября 1931 года Фрайдорфского (переименованного в 1944 году в Новосёловский) еврейского национального района, село включили в его состав. В селе был создан колхоз «Соцгевет» (на идиш — Соцсоревнование), так же селение подписано и на карте 1939 года. По данным всесоюзная перепись населения 1939 года в селе проживало 235 человек. Уже в составе нового района был образован еврейский переселенческий участок № 18, за которым к 1941 году закрепилось название Кары-Комзет. Вскоре после начала отечественной войны часть еврейского населения Крыма была эвакуирована. В ноябре или декабре 1941 года оставшиеся под оккупацией евреи села Кары-Комзет отрядом СД были вывезены за село и расстреляны у старинного колодца глубиной 90 метров, в который сбросили тела. Всего погибло 138 человек, включая стариков и детей. В октябре 1967 года на месте гибели установлен памятник из оштукатуренного камня-ракушечника в виде трёхступенчатого обелиска со звездой на вершине и мемориальной доской. В 2009 году памятник капитально реставрировали, в 2011 году установили бетонную тумба с лежащей на ней звездой Давида и мемориальной доской с текстом на иврите и русском языке.

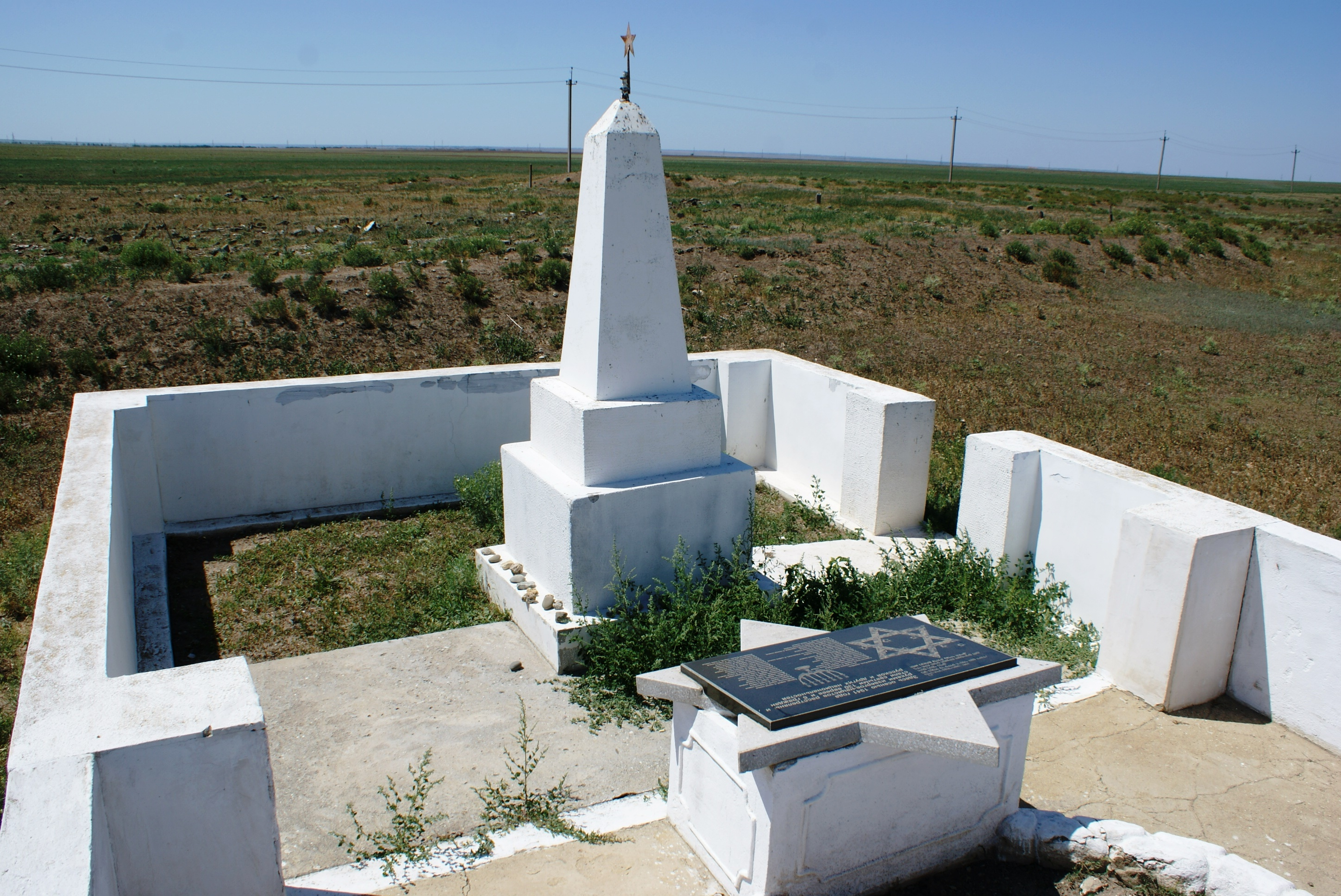
Братская могила жертв фашистского террора

Приказом Министерства культуры Украины от 28 ноября .2013 года № 1224 захоронение объявлено памятником истории местного значения. Постановлением Совета министров Республики Крым № 627 от 20 декабря 2016 года памятник отнесён к категории объектов культурно-исторического наследия России регионального значения.
С 25 июня 1946 года Кары-Комзет в составе Крымской области РСФСР. Указом Президиума Верховного Совета РСФСР от 18 мая 1948 года, Кары (Кары-Камзет) переименовали в Елизаветово. 25 июля 1953 года Новоселовский район был упразднен и село включили в состав Евпаторийского. 26 апреля 1954 года Крымская область была передана из состава РСФСР в состав УССР. Время включения в состав Наташинского сельсовета пока не установлено: на 15 июня 1960 года село уже числилось в его составе. Указом Президиума Верховного Совета УССР «Об укрупнении сельских районов Крымской области», от 30 декабря 1962 года село присоединили к Евпаторийскому району. 1 января 1965 года, указом Президиума ВС УССР «О внесении изменений в административное районирование УССР — по Крымской области», Евпаторийский район был упразднён и село включили в состав Сакского (по другим данным — 11 февраля 1963 года). К 1 января 1968 года Елизаветово в Добрушинском сельсовете. По данным переписи 1989 года в селе проживало 949 человек. С 12 февраля 1991 года село в восстановленной Крымской АССР, 26 февраля 1992 года переименованной в Автономную Республику Крым. С 21 марта 2014 года в составе Крыма аннексировано Россией.